# 서재창
서재창(徐載昌, 1866년 10월 29일 ~ 1884년 12월 13일)은 조선 말기의 군인, 정치인, 개화사상가로 서재필의 동생이다.

## 일생
전라도 동복군 문덕면 용암리 출생이고 전라도 보성군 용문면에서 성장하였으며 본관은 대구이다. 일찍이 개화 사상을 접하고 일본으로 유학을 가 영어와 양잠학 등을 공부하고 귀국하여 농업학교 설립을 추친하였다. 귀국 직후 6품직을 받고 조선의 군인으로 복무하였으나 1884년 김옥균, 서광범, 형 서재필 등과 함께 갑신정변을 일으켰으나 3일 만에 실패하자 도피했으나 붙잡혀 국문후 정변에 참여한 죄로 처형당했다.
최종 관직은 무위영 별기군 작전관이고, 품계는 정6품에 이르렀다. 생전에 친척 서상우의 양손자로 입양되었으며, 그에게는 후손이 없으나 생가의 형 서재춘의 아들들, 동생(또는 형) 서재우의 유복자 등이 살아남아 후손이 이어졌다. 사후 1895년 같은 개화파의 동지이며 13촌 족숙인 법무대신 서광범의 건의로 복권되었다. 그 뒤 김홍집 내각이 실각하면서 추탈되었다가 1908년 3월 사면, 최종 복권되었다. 그해 7월 증 규장각부제학(奎章閣副提學)에 추증되었다. 박규수, 유대치의 문인이다. 다른 이름은 창필(昌弼)이다.

## 생애

### 생애 초반
서재창은 1866년 전라남도 보성군 문덕면 528번지 가내마을(현재의 보성군 문덕면)에서 당시 동복군수이던 서광효와 이기대(李基大)의 다섯째 딸 성주 이씨의 5남 2녀 중 넷째 아들( 또는 다섯째 아들)로 태어났다. 그는 영조의 장인인 달성부원군 서종제의 8대손으로, 연잉군을 추대하려다가 죽은 서덕수와 정조 때 의정부영의정을 지낸 서용보가 그의 선조들이었다.
위로 친형 서재춘과 7촌 아저씨 서광하의 양자로 간 서재필 등이 있었고, 누나 1명과 여동생 1명이 태어났다. 그밖에 서모에게서 태어난 이복 형 서재형이 있었다. 큰누나 서씨는 그가 태어날 무렵을 전후해 담양군에 사는 영일 정씨 정해은(鄭海殷)과 결혼하여 전남 담양군 지실마을로 시집갔다.
어릴 때 7촌 아저씨 서광하의 양자로 간 셋째 형 서재필 등과 박규수, 유대치의 문하에 출입하며 개화사상을 접하고 어윤중, 유대치, 이동인 등의 권고로 일본으로 유학을 가 군사학과 영어와 양잠학 등을 공부하고 귀국하여 농업학교 설립을 추친하였다.
서재창은 1884년 19세에 사직동에 살던 보국숭록대부를 지낸 서상우(徐相雨)의 양손자로 입양되었다.

### 갑신 정변 전후
1884년(고종 21년) 1월부터는 7개월간은 토야마 육군 유년학교(戶山陸軍學校)에서 신식 군사 훈련을 받았다. 약 7개월간 군사훈련을 받고 1884년 7월 수료하였다. 이후 정6품의 품계를 받고 무위영 별기군 작전관에 보직되어 조선의 군인으로 복무하였으며 귀국 직후부터 상중이던 형 서재필, 박영교 등과 군사의 동원을 준비하였다. 그해 10월 11일 우정국 개설 2개월 전에 우정국 사사(司事)에 임명되어 우정국 개설 업무에도 관여하였다. 1884년 12월 김옥균, 서광범, 형 서재필 등과 함께 갑신정변을 일으켰으나 명성황후는 청나라에 연락하여 군사를 동원하였다.
박영교, 홍영식 등은 고종과 명성황후가 피신한 곳을 맡고, 서재창은 한성부로 잠입하는 청나라군대와 싸웠으나 병력은 전멸당하고 패주한다. 갑신정변이 3일 만에 실패하면서 체포된 이희정(李喜貞)·김봉균(金奉均)·신중모(申重模)·이창규(李昌奎), 이윤상(李允相), 오창모(吳昌模), 차홍식(車弘植), 남흥철(南興喆), 고흥종(高興宗), 이점돌(李點乭), 최영식(崔英植) 등이 처형당한다.

### 갑신 정변 실패와 최후
체포된 이들이 처형당하자 그는 은신, 도피했으나 도피 과정에서 수색 중이던 관군에게 잡혀 의금부에 투옥된 뒤 정변에 참여한 죄로 국문후 처형당했다. 서재창은 처형당하는 것을 피하기 위해 변복한 뒤 상노를 앞세우고 도주하던 중 붙잡혀 10월 21일 포도청(捕盜廳)에 감금당했다.
체포된 10월 21일부터 연속으로 탄핵 상소가 올라갔다. 서재창은 포도청에 감금된 뒤 수구파 내각이 장악한 사헌부와 사간원의 탄핵을 당하고 의금부로 이송됐다가 12월 13일 참수형이 내려졌다. 이날 서재창은 박영효와 김옥균이 이끌던 독립당원들과 이창규, 오창모 등 네 명과 함께 금위영 국문장에서 끌어내어 군기시 앞길에서 능지처참했다. 그의 나이는 이제 19세였다.

### 가족들의 참살
셋째 형 서재필은 박영효, 김옥균 등과 함께 인천 제물포항에 정박중이던 일본인 선박에 숨었다가 겨우 일본 나가사키로 도피하였다. 주조선 일본공사관 공사 다케조에 신이치로의 주선으로 제물포까지 피신하였으나 출국 직전 변심한 다케조에가 이들을 내리라고 하여 실랑이가 벌어지기도 했다.
담양 남면 지실의 정해은에게 일찍 시집간 큰누나는 출가외인이라 하여 화를 피하였고, 여동생 서기석은 구사일생으로 살아나 누군가의 도움으로 함경도로 피신했다. 이후 서기석은 이름과 신분을 숨기고 살다가 후에 이씨 성을 가진 평민과 결혼했다.
연좌제는 전라남도 보성군에 있던 친 외가에도 미쳤다. 가산은 탕진되고 가족은 이산되는 참변을 당해야만 했다. 그러나 외사촌 형제인 이교문과 그의 손자 이용순은 살아남았고, 일제강점기 당시 항일 독립운동에 가담하였다.
아버지 서광효는 옥중에서 절곡 끝에 '만일 관노사령배가 문전에 오거든 잡혀가서 욕을 당하느니보다는 차라리 자결하라.'는 유서를 남기고 자살하였다. 맏형 서재춘은 독약을 먹고 자살하였고, 둘째 형은 관군에 의해 살해당했다. 관노사령들이 화석이 앞길에 나타난 것을 보고 시어머니와 며느리는 마주보고 앉아 독약을 마셨다. 그러나 시어머니는 사망했지만 며느리는 못다 죽어 대청 대들보에 목을 매어 죽었다. 그러나 생모 성주이씨나 형수 광산김씨는 바로 죽지 않고 노비로 끌려갔다가 1885년 1월에 자살했다는 설도 있다. 또한 그의 서모 역시 관비로 끌려갔고 이복 동생들 역시 죽임을 당했다.
그의 가족은 몰살당했으나 기적적으로 피난했던 맏형 서재춘의 아들들 서찬석(徐灒錫, 1882년 - ?)과 서호석(徐灝錫), 동생 서재우의 아들 서호석(徐昊錫)이 겨우 살아남았다. 서재우는 나이가 어려 죽음을 면했다. 서재우는 훗날 사면됐다.

## 사후
- 1894년 12월 16일 이후 척족 대신들은 그의 시신을 노륙하여 길에다가 걸어놓으라는 상소를 계속 올렸으나 고종이 이를 거절하였다.
- 아버지 서광하의 묘소는 충청남도 은진에, 어머니 성주이씨의 묘소는 논산군 연무읍 죽평리(현재의 연무대 자리)에 안장되었다가 후에 육군 제2훈련소가 입주하면서 그 근처로 이장되었다. 형인 서재춘의 시신도 근교에 안장되었고, 서재필의 처인 형수 광산김씨의 시신 역시 수습되어 논산군 연무읍 어머니 성주이씨 묘소 근처에 안장되었다. 그러나 서재창의 시신은 수습되지 못했고 묘소도 없다.

- 그의 사후 그의 집안에서는 광(光)자 대신 병(丙)을, 재(載)자 대신 정(廷)자를 사용하였으나 일부는 광(光)자 항렬과 재(載) 항렬을 쓰기도 하였다.

- 1895년 3월 1일 당시 법무대신(法務大臣)이었던 족숙 서광범(徐光範)의 건의로 작위가 회복되었다.[10] 그러나 김홍집 내각의 실각 이후 추탈되었다가 1908년(융희 1년) 3월 25일 다시 사면, 최종 복권되었다. 그해 7월 18일 순종의 특명으로 하응선, 윤영관(尹泳觀), 백낙운(白樂雲) 등과 함께 증(贈) 통정대부 규장각부제학(通政大夫奎章閣副提學)에 추증되었다.

## 가족 관계
서재창은 12촌 할아버지뻘이었던 보국숭록대부 서상우의 양 손자로 입양되었다.
- 할아버지 : 서상기(徐相夔)
- 할머니 : 울산김씨, 김구조(金龜祖)의 딸
  - 친 아버지 : 서광효(徐光孝, 1800년 8월 22일 ~ 1884년 12월 19일(음 11월 2일)), 자는 성규(聖規), 다른 이름은 광언(光彦)
  - 친 어머니 : 성주 이씨(星州李氏, 1830년 ~ 1884년 12월 19일(음 11월 2일))
    - 친누나 : 서씨, 갑신정변 이전에 이미 결혼하였으므로 연좌제를 면할 수 있었다.
    - 매형 : 정해은(鄭海殷, 본관은 연일).
    - 친형 : 서재춘(徐載春, 1859년 3월 4일 ~ 1888년 9월 5일, 음독자살)
    - 형수 : 은진송씨(1860년 ~ 1916년 2월 14일)
    - 형 : 서재필(徐載弼, 1864년 1월 4일 ~ 1951년 1월 5일), 7촌 아저씨 서광하의 양자로 갔다.
    - 형수 : 경주이씨(慶州李氏, 1860년 ~ 1880년(?))
    - 형수 : 광산김씨(光山金氏, 1862년 ~ 1885년 1월 12일, 음독자살)
    - 형수 : 뮤리얼 메리 암스트롱(Muriel Mary Armstrong, 다른 이름은 뮤리얼 조지핀 암스트롱(Muriel Josephine Armstrong), 1871년 ~ 1944년)
    - 친동생 : 서재우(徐載雨, 또는 재우(載愚), 1868년 ~ 1905년)
    - 여동생 : 서기석[5]
    - 매제 : 이OO

  - 서모 : 이름 미상
    - 이복 형 : 서재형(徐載衡, 1851년 ~ 1884년 12월 13일[11], 처형되었다.)
- 양 할아버지 : 서상우(徐相雨, 1831년 ~ 1903년)
- 양 아버지 : 서광래(徐光萊)
- 부인 : 안동김씨(1865년 ~ 1941년 3월 3일)
  - 양자 : 서찬석(徐讚錫, 1893년 1월 29일 ~ ?), 사촌 동생 서재영의 아들
  - 양자부 : 해평윤씨(1892년 ~?)
    - 손자 : 서정원(徐程源, 1917년 ~ ?)
    - 손자 : 서영원(徐泳源, 1919년 9월 13일 ~ ?)
    - 손자며느리 : 고령신씨(1920년 ~ ?)
- 측실 : 평양 조씨(平壤 趙氏)
  - 아들 : ?
    - 손자 : 서희원(徐希源, 1924년 2월 21일 ~ 2004년 4월 7일[12], 이화여자대학교 법학과 국제법학 교수, 송제교육재단 이사장 역임)

## 기타
당시 의금부에서 작성한 추국안에 의하면 그는 주로 검은 양복을 즐겨 입었다 한다.
형 서재춘의 손자 서태원(전 감신대 교수)은 6·25 전쟁 때 조선민주주의인민공화국으로 납북되어 갔고
 생존 자손으로는 현재 종손자인 이화여자대학교 교수 서희원, 서태원의 아들이며 서재필의 종증손자인 미국 로스앤젤레스에서 변호사로 있는 서동성이 생존해 있다. 서동성은 변호사업 외에 이민100주년남가주기념사업회 공동회장과 서재필기념사업을 하고 있다.
종손 서명원은 생부를 잃고 백부의 손에 자랐다 하며 해방 이후까지 살아남은 혈육은 서재춘의 아들 서호석, 서찬석, 손자 서명원, 손자 서태원, 동생 서재우의 아들 서호석, 누이 서기석의 후손 등이 있었다. 1983년 당시 종손 서희원의 증언에 의하면 서재필의 친족이 50여 명 정도가 미국에 살고 있다고 증언하였다.
그의 종증손자 중 한 명은 유길준의 증손녀와 결혼했다 한다.

## 같이 보기
| - 갑신정변 - 갑오경장 - 을미개혁 - 김홍집 내각 - 서재필 - 서광범 - 김옥균 - 박정양 - 박영효 - 이승만 - 하응선 - 홍영식 - 서희원 - 서명원 - 서동성 | - 을미사변 - 토야마 하사관학교 - 유대치 - 이동인 - 박규수 - 박영교 - 박용만 - 박지원 - 서상우 - 안창호 - 오경석 - 오세창 - 윤치호 - 이용순 - 정한경 | - 한수의 여행기 - 김재순 - 이교문 - 이승만 - 서광범 - 서용보 - 윤치오 - 김규식 - 김성수 |

## 관련 서적
- 아세아문화사, 《갑신정변 관련자 심문 진술 기록:추안급국안 중》 (박은숙 역, 아세아문화사, 2009)
- 임창영, 《서재필 박사 전기》(공병우 글자판 연구소, 1987)
- 이정식, 《구한말의 독립투사 서재필》(서울대 출판부, 2004)
- 강준만, 《한국현대사산책:1940년대편 1》 (인물과사상사, 2006)
- 김용택 외 공저, 《서재필과 그 시대》 (서재필기념회, 2003)
- 윤효정, 《대한제국아 망해라》 (박광희 역, 다산초당, 2010)
- 조재곤, 그래서 나는 김옥균을 쏘았다 (푸른역사, 2005)
- 이광린, 〈서재필의 개화사상〉, 《동방학지》Vol.18, (연세대학교 국학연구원, 1978)
- 이종찬, 《서재필의 생애와 사상 : 근대적 공중위생론의 대중적 전파자》 (대한의사학회, 1997)
- 오세응, 《서재필의 개혁운동과 오늘의 과제》 (고려원, 1993)
- 유영익, 《갑요경장 연구》(일조각, 1990)
- 송건호, 위대한 한국인3:송재 서재필 (태극출판사, 1972)
- 서재필기념회, 《서재필과 그 시대》 (서재필기념회, 2003)
- 손금성, 회고 서재필(칼빈서적, 1995)